# Caldbeck
Caldbeck är en by och en civil parish i Cumbria i England. Orten har 714 invånare (2001). Den har en kyrka.